# Poglej in zadeni
Poglej in zadeni je bila slovenska razvedrilna televizijska oddaja, ki se je predvajala na TV SLO 2 med letoma 1991 in 1996. Vodil jo je Stojan Auer.
Najprej so jo snemali v Studiu Maribor, nato v mariborski kazinski dvorani, kasneje pa po dvoranah po Sloveniji.
V njej so nastopili tudi glasbeniki svetovnega formata, kot so DJ Bobo, Caught in the Act in The Kelly Family.

## Kritike
Dolenjski list je prenos oddaje iz Novega mesta leta 1994 kritiziral tudi zaradi prehitrega končanja prenosa, nakazila denarja sponzorjev televizijcem namesto v dobrodelne namene za novo porodnišnico, ki je prejela le denar od vstopnin, ter smetenja prizorišča s plastičnimi steklenicami enega od pokroviteljev.

## Nastopajoči
Velika imena svetovne popularne in dance glasbe, ki so jih skozi leta gostili v oddaji.
| - Backstreet Boys - NSYNC - Boney M. - DJ BoBo - Take That - Caught in the Act - Dr. Alban - Ace of Base - The Kelly Family - George Baker - Saragosa Band - Gina G - Gloria Gaynor - Corona - Magic Affair - Chris Norman (Smokie) | - East 17 - Middle of the Road - Mungo Jerry - Samantha Fox - Sabrina - Rednex - Worlds Apart - Mr. President - Whigfield - Ricchi e Poveri - Goombay Dance Band - The Platters - Toto Cotugno - Jimmy Somerville (Bronski Beat) - Gypsy Kings |